# Налим (приток Туры)
Налим — река в Свердловской области России. Устье реки находится в 899 км по правому берегу реки Тура. Длина реки составляет 18 км.

## Данные водного реестра
По данным государственного водного реестра России относится к Иртышскому бассейновому округу, водохозяйственный участок реки — Тура от истока до впадения реки Тагил, речной подбассейн реки — Тобол. Речной бассейн реки — Иртыш.
Код объекта в государственном водном реестре — 14010501212111200004596.